# گری پیرس (ورزشکار)
گری پیرس (انگلیسی: Gary Pearce؛ زادهٔ ۲۷ فوریهٔ ۱۹۴۴) قایقران روئینگ اهل استرالیا است.